# David Cheung
David Cheung Chi-Kong (21 de julio de 1937 - 16 de septiembre de 2013) es un educador y pastor de Hong Kong, y el exmiembro del Consejo Legislativo de Hong Kong.
David Cheung estudió en el Wah Yan College, Kowloon, New Method College, y Hong Kong Baptist College (hoy Universidad Bautista). Continuó sus estudios en Administración de la Educación de la Universidad de Kansas.
Fue nombrado miembro del Consejo Legislativo por el gobernador David Wilson en 1988, ya que la circunscripción funcional de la Enseñanza fue ocupada por el educador popular Szeto Wah, la élite tuvo que ser cooptados por el sistema de cita previa para equilibrar su participación en el Consejo Legislativo.
David Cheung fue el defensor de la educación en lengua materna. La lengua de enseñanza en la Escuela Secundaria Carmel, donde fue el director, fue desplazado de inglés para cantonés de acuerdo a la recomendación del Departamento de Educación en 1987. Más tarde renunció al darse cuenta de la dificultad de ir contra la corriente.